# 特里斯坦 - 達庫尼亞群島火山列表
本列表列出特里斯坦-達庫尼亞群島的活火山與死火山。

## 火山
| 名稱       | 海拔 | 海拔 | 位置                                     | 最近爆發 |
| 名稱       | 公尺 | 英尺 | 經緯度                                   | 最近爆發 |
| 瑪麗皇后峰 | 2062 | 6765 | 37°05′31″S 12°16′48″W / 37.092°S 12.28°W | 1961     |